# Semplak (Bogor Barat)
Semplak is een bestuurslaag in het regentschap Kota Bogor van de provincie West-Java, Indonesië. Semplak telt 10.694 inwoners (volkstelling 2010).